# Pterois sphex
Pterois sphex là một loài cá biển thuộc chi Pterois trong họ Cá mù làn. Loài này được mô tả lần đầu tiên vào năm 1903.

## Từ nguyên
Từ định danh sphex bắt nguồn từ σφήξ (sphḗx) trong tiếng Hy Lạp cổ đại với nghĩa là (“ong bắp cày”), hàm ý đề cập đến nọc độc từ vết đốt do gai của loài cá này gây ra.

## Phân bố
P. sphex là loài đặc hữu của quần đảo Hawaii, sống trên rạn san hô và trong đầm phá ở độ sâu đến ít nhất là 124 m.

## Mô tả
Chiều dài cơ thể lớn nhất được ghi nhận ở P. sphex là 22 cm. Loài này có 3–13 vạch dọc ở vây ngực. Tất cả các tia ngực đều không phân nhánh, rất dài và không có màng ở xa. Gai vây lưng cũng dài, một số dài bằng chiều sâu cơ thể.
Số gai vây lưng: 13; Số tia vây lưng: 10–11; Số gai vây hậu môn: 3; Số tia vây hậu môn: 6–8; Số gai vây bụng: 1; Số tia vây bụng: 5; Số tia vây ngực: 15–16.